# アスリート〜俺が彼に溺れた日々〜
アスリート〜俺が彼に溺れた日々〜は、2019年7月26日公開の“自分らしく生きていたい”をキャッチコピーにLGBTの世界を描いた純愛映画。

## あらすじ
元競泳選手の海堂航平は、共働きをする妻と高校生の娘と平凡な日常を過ごしていたが、ある日、突然妻に離婚届けを突きつけられる。 

酒に溺れて新宿二丁目にたどり着いた航平の前に、美少年の悠嵩と運命的な出会いが訪れる。悠嵩は、チャットボーイをする傍らアニメ作家を目指しているが、病に倒れた父親に「ゲイだ」と告白できずに思い詰めていた。

二人は、戸惑いながらも、いつしか性の垣根を超えて惹かれ合い、やがて肉体を交わすようになる。 航平と悠嵩は、時に愛し合い、時に傷つけ合いながら、互いの関係を深めてゆく。

二人の憩いの場は、ニューハーフのプリシラがママを務める『ラパス・カフェ』であった。 航平は、この店に集う様々な人種と触れ合いながら、自分の“性”への価値観に葛藤し、「愛とは何か」について、思い悩み始める。

一方、悠嵩は初恋の相手のアツシと再会し、元来ストレートの航平とは、相容れないことに気づいてゆく。その折、航平の大切な相談相手である、プリシラが倒れてしまう。

## キャスト
海堂航平
演 - ジョーナカムラ
小学生を対象としたスイミング教室のコーチ。冒頭で妻・ゆきこから離婚を切り出された後、新宿で偶然ゲイの若者・悠嵩と出会い、数日後から同居生活を始める。若い頃に競泳のオリンピック選手としてメダルを狙える位置にいたが、怪我により挫折した過去がある。両親を早くに亡くし、親代わりの兄に面倒を見てもらい育ち、水泳を生きがいに結婚後も孤独を感じながら生きてきた。悠嵩が飼うラスティのために“スイミー”と名付けた同じ種類の赤色の魚をプレゼントする。洋食を中心とした料理がそこそこ得意。悠嵩との交流を通じて彼との関係や自身のセクシャリティについて悩み始める。
悠嵩（ユタカ）
演 - こんどうようぢ
愛称は、ユタ。プリシラが経営するゲイバーの若い従業員。ゲイバーが始まる午後までは、スマホを使った“チャットボーイ”のバイトもしている。たまたま航平と新宿の路上で出会い、親しくなる。千葉県勝浦市出身。マンションで一人暮らししており、水槽で黒色っぽい“ラスティ”と名付けたランブルフィッシュを飼っている。現在はアニメ作家を目指して修行中で、アニメの聖地とされるフランス・アヌシーへの留学を考えている。好きな絵本作品は、レオ・レオニの絵本『スイミー』。感情表現豊かで、自身や身の回りでセクシャルマイノリティに対する偏見などを見聞きすると黙っていられない性格。反応が怖くて、家族にはカミングアウトはしていない。
海堂水菜
演 - 田崎礼奈（notall）
高校3年生らしき少女。母・ゆきこが航平との離婚を考えていることに以前から気づいており、父親に対しては仲は悪くはないが少し冷めた態度で接している。両親の離婚後は母親のもとで暮らし始めるが、航平とも時々会って親子としての交流を続ける。後日、航平に一緒に暮らしたいと言い出す。
プリシラ
演 - 梅垣義明
新宿二丁目のゲイバーのママ。兵庫県出身。悠嵩に連れられて初めて店にやって来た航平を温かく持てなす。落ち着いた性格だが、時に迷惑客が来店した場合は毅然とした態度で対応する。酸いも甘いも経験してきた人生の先輩として、航平に色々とアドバイスする。『雨に唄えば』などの明るい内容の映画、及び同名主題歌が大好き。
敦（アツシ）
演 - 中村文彦
ゲイで、悠嵩の良き理解者。インディーズ作品を扱う小さな映画会社の社長。チャットボーイのバイトをする悠嵩と久しぶりに会話し、家族や航平との関係に悩む彼の相談に乗る。数日後航平に、「悠嵩とは上手くいかないと思う、別れた方がいい」と助言する。
大江崇允
演 - みなもとらい
（役名不明）
演 - いちる（Vipera）
プリシラの店の常連客。男装のレズビアンらしく、一人称は“僕”で男言葉で会話している。作中の“隣家”に片思いしており、プリシラに相談した後彼女に告白する。
隣家（リンカ）
演 - 美羽フローラ（KIS）
プリシラの店の常連客で、異性愛者の若い女性。プリシラを「東京の母」として慕っている。普段は朗らかな性格だが、時に男相手に啖呵を切ることもある。
神崎誠
演 - 海崎遥斗
航平のスイミング教室の生徒。小学生。スイミング教室の更衣室でいつもこそこそ着替えていることから、男子生徒たちから陰で“オカマの誠”といじめられている。ある日航平に「どうやって人は生まれるの？」、「愛するってどういうこと？」などと問いかける。
（役名不明）
演 - 橋本彩花
プリシラの娘だが養女で、血の繋がりはない。年は高校生ぐらい。プリシラのことを“母”と呼んでいる。プリシラとは別の地域で暮らしている。その後初めてできた恋人と駆け落ちする。この3年ほどプリシラと会っていないが、作中でプリシラの店に訪れる。
ゆきこ
航平の妻。主婦業の傍ら何かの教室の講師をしている。以前から航平に妻として不満を持っており、冒頭で娘の学校卒業が決まったのに合わせて夫に離婚を伝える。水菜と一緒に自宅を出た後、新しい恋人と3人で暮らし始める。
ミモザ
プリシラのゲイバーの従業員。中年のオネェ。冒頭で恋人に捨てられたばかりで、直後にたまたまゲイバーに初来店した航平にアプローチする。陽気な性格で毒舌を交えたトークが売り。その後新しい彼氏ができたことを航平やママに報告する。
いまいずみ やすのり
悠嵩の父親。現在は何らかの病気により入院中で娘(悠嵩の姉らしい)に見守られている。妻は数年前に亡くなっている。悠嵩が中学卒業後に「絵本作家になる」と家を飛び出して以来息子とは会っておらず、ゲイであることも知らない。後日、悠嵩と数年ぶりに再会する。

## スタッフ
- 製作：吉岡智子
- 監督：大江崇允
- 脚本：村川康敏
- 音楽：重盛康平
- 主題歌：GOW「ねぇ、だって」
- 撮影：三浦大輔
- 録音：内田達也